# Альсагорка
Альсагорка (бел. Альсагорка) — посёлок и железнодорожная станция Лукское на линии Могилёв — Жлобин, в Заболотском сельсовете Рогачёвского района Гомельской области Беларуси.

## География

### Расположение
В 10 км на юг от Рогачёва, 115 км от Гомеля.

### Гидрография
На востоке река Днепр и её пойма.

## Транспортная сеть
Рядом автодорога Рогачёв — Жлобин. Жилые строения деревянные, усадебного типа на восточной стороне автодороги.

## История
Основан в начале 1920-х годов переселенцами из соседних деревень, на бывших помещичьих землях. В 1931 году жители вступили в колхоз. Во время Великой Отечественной войны в июне 1944 года оккупанты сожгли посёлок. Согласно переписи 1959 года в составе колхоза «Заветы Ильича» (центр — деревня Лучин).
До 16 декабря 2009 года в составе Лучинского сельсовета.

## Население

### Численность
- 2004 год — 15 хозяйств, 33 жителя.

### Динамика
- 1940 год — 8 дворов, 39 жителей.
- 1959 год — 97 жителей (согласно переписи).
- 2004 год — 15 хозяйств, 33 жителя.